# Courante (muzyka)
Courante – muzyczna forma taneczna oparta na tańcu courante
.
Zwykle w formie pieśni dwuczęściowej lub trzyczęściowej. Metrum nieparzyste 3/4, 3/2, 6/4, 3/8, z przedtaktem. Tempo szybkie, z częstymi zmianami akcentów. Melodia mocno ozdabiana.
Jako taniec stylizowany courante stało się częścią suity barokowej, np. Courante G-dur BWV 840 Bacha.